# Barry scrapyard

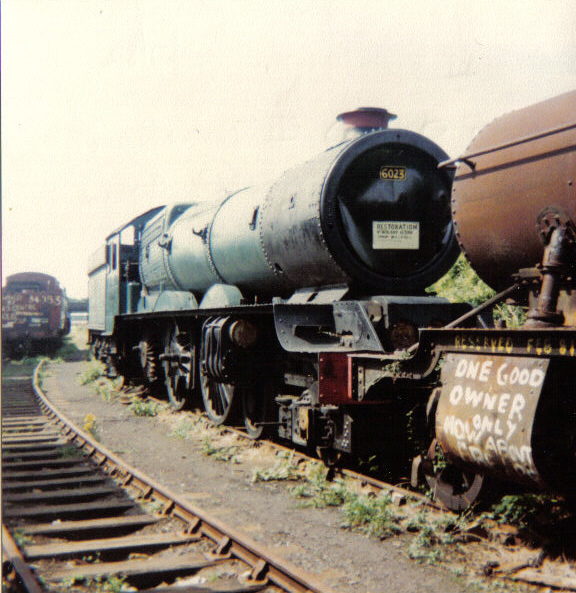
La locomotive Great Western Railway 6023 (Class 6000) King Edward II au Barry Scrapyard en 1982. Elle a été depuis remise en service

Woodham Brothers Ltd est une entreprise de négoce basée principalement dans le port de Barry au sud du pays de Galles. L'entreprise est principalement connue pour son activité de chantier de démolition (Barry scrapyard en anglais) qui, dans les années 1960, a vu passer une grande quantité de matériel ferroviaire des chemins de fer britanniques (British Railways). Le patron d'alors, Dai Woodham, fut sensible à l'intérêt porté par le monde associatif aux locomotives à vapeur retirées de la circulation. Parmi les presque 300 locomotives à vapeur qui y furent expédiées, plus de 200 seront sauvegardées.

## Histoire
Créé en 1892 sous le nom « Woodham & Sons » par Albert Woodham dans la foulée de la création des docks, la société s'est installée à Thomson street, non loin de ceux-ci. Dans un premier temps, elle rachète les matériaux déclassés par les entreprises installées dans le port (cordes, bois de calage, mitraille...) pour les valoriser.
Albert a pris sa retraite en 1947, lorsque son plus jeune fils, Dai, a été démobilisé de l'Armée britannique après la Seconde Guerre mondiale. L'entreprise est réorganisée et prend le nom de Woodham Brothers Ltd en 1953.
En 1955, un plan de modernisation est adopté par les Chemins de fer britanniques. Il prévoit :
- l'accélération du remplacement de la traction vapeur par des engins diesel et électriques, induisant la mise à la retraite de 16 000 locomotives à vapeur
- la réduction du parc de wagons de moitié, pour arriver à 600 000 unités.

Le plan prévoyait que les ateliers de la compagnie procèdent à la démolition, en commençant par les petites machines de triage. En 1958, le plan est revu et sa planification accélérée. La capacité de démolition des ateliers ne suffit plus et il est fait appel à des opérateurs privés pour augmenter la cadence.

### Le chantier Woodham
Dai Woodham avait spécialisé son activité dans la préparation des déchets métalliques en vue de leur valorisation par la sidérurgie. À ce titre, le démantèlement des locomotives à vapeur présentait une complexité supérieure à celle des wagons-tombereaux quasi intégralement composés d'acier de moindre épaisseur. Ceux-ci seront valorisés en priorité sur les locomotives.
Il soumissionna sur de nombreux lots, afin d'assurer plusieurs années d'activité à son chantier de démolition. Les installations de Dai Woodham se trouvaient à proximité des docks, dont les infrastructures étaient surdimensionnées depuis la fin de la Première Guerre mondiale et la réduction de l'exportation du charbon vers le continent. Il put négocier avec l'autorité du port la location d'une importante capacité de stockage équipée de voies ferrées.
En 1964, Woodham Brothers qui s'était initialement concentré sur les appels d'offres situés dans sa région soumissionna également dans des zones plus au sud, il continua à remiser les locomotives pour se concentrer sur la démolition des rails et wagons. En août 1968, il acquit la dernière locomotive, pour un total de 297 pièces dont 217 seront parquées.

### Préservations

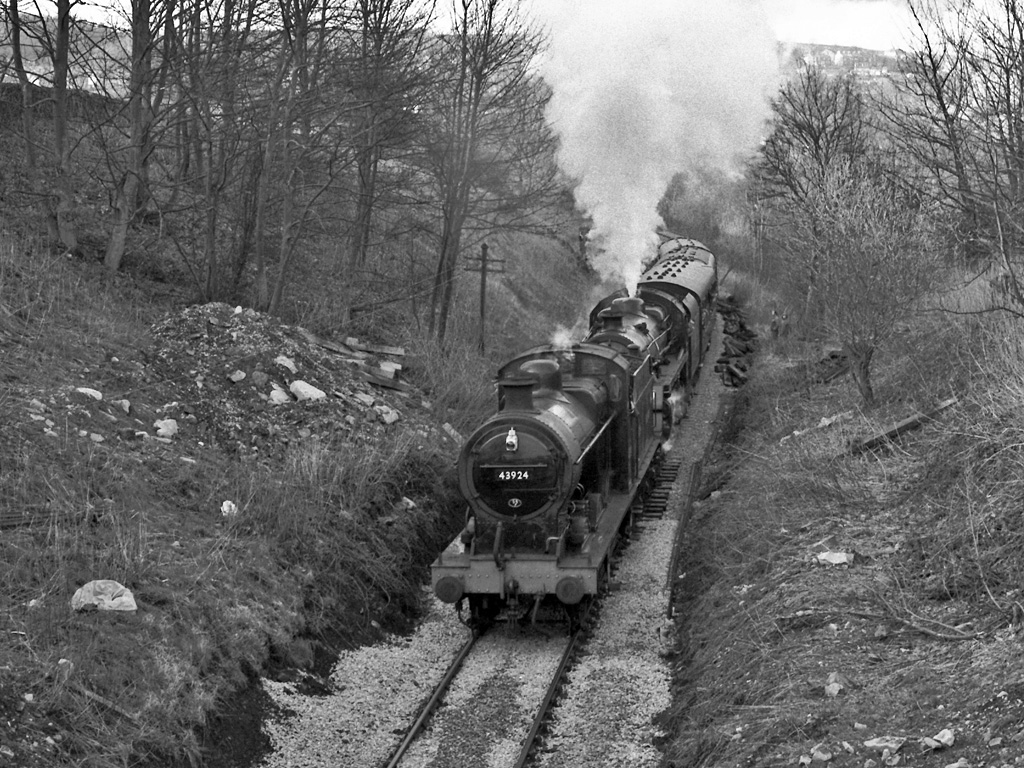
La première locomotive à quitter les installations a des fins de conservation : la class 4F No. 43924 rejoint le Keighley and Worth Valley Railway

Les enfilades de locomotives constituent rapidement un centre d'intérêt et de pèlerinage pour les trainspotters et les associations de préservation qui naissent aux quatre coins du pays.
Ces associations commencent à acquérir les exemplaires les mieux préservés à la fin des années 1960. Le contrat de démolition prévoyait que les machines ne pouvaient être revendues en entier, sauf à s'acquitter d'un prélèvement supplémentaire au bénéfice des Chemins de fer britanniques. Woodham établit le prix de revente en fonction de ce prélèvement et du cours des métaux, sans prendre de marge supplémentaire. Par ailleurs, il accepta de préserver des machines dès lors que des associations auront marqué un intérêt par le paiement d'un acompte.
Le transport des machines représentant un coût et certains risques, les associations ont été autorisées à réaliser des travaux préparatoires sur leurs acquisitions, et à les compléter au besoin en prélevant des pièces sur d'autres locomotives non réservées, mais de véritables pillages eurent lieu et la société dû mettre fin à cet accès.
Woodham Brothers a ensuite continué son activité de démolition, démantelant notamment les premières séries de motrices diesel des British Railways.
Sur les 213 locomotives à vapeur sauvées de la démolition, une moitié ont été remises en service, bien que la plupart soit depuis tombées en chute de timbre, avec pour certaines un projet de remise en état plus ou moins rapide.